# Илегемс, Виона
Виона Илегемс (нидерл. Viona Ielegems; род. 5 февраля 1982, Антверпен, Бельгия) — фотограф, художница по костюмам и ювелир бельгийского происхождения. Известна в первую очередь своими фантазийными фотографиями.

## Биография
Окончив художественную школу в Антверпене, Виона решила пойти по стопам отца, который преподавал технику фотографии, и стать фотографом. Для своих работ она черпает вдохновение в творчестве прерафаэлитов, искусстве модерна и историческом костюме. Все костюмы и украшения для своих фоторабот она изготавливает самостоятельно.
Среди её работ — фотографии Вилле Вало, Эмили Отемн, групп Qntal и sToa. Вначале своей карьеры Виона много позировала самостоятельно, позднее для своих работ она начала пользоваться услугами моделей.
Впервые участвовала со своими работами в фотовыставке отца. В 2006 её фотографии выставлялись в люксембургской галерее Gallerie Lucien Schweitzer.
Виона — участница костюмированного фестиваля Elf Fantasy Fair, проходящего в замке Хар в нескольких километрах от Утрехта. Начиная с 2007 года она проводит в Антверпене, в готической церкви Святого Августина костюмированное празднество Gala Nocturna. Также вместе со своим мужем, Дирком Стэндаертом (нем. Dirk Standaert), в своём имении, замке Heinrichshorst под Магдебургом, она несколько раз в год проводит костюмированный «бал вампиров» (фр. Danse Macabre ball), на который приглашает всех желающих.
На 2015 год намечен выход фильма Eli and the Eye of Dral, для которого Виона работала как художница по костюмам.